# Landtagswahl in Niederösterreich 1945
- KPÖ: 2
- SPÖ: 22
- ÖVP: 32

Die Landtagswahl in Niederösterreich fand, gemeinsam mit der Nationalratswahl und den Landtagswahlen in den anderen Bundesländern, am 25. November 1945 statt. Die Wahlzettel waren zweigeteilt: im oberen Abschnitt wählte man den Nationalrat, im unteren den Landtag. Die ÖVP ging als Sieger aus der Wahl und erreichte 32 der 56 Mandate.

## Antretende Parteien und Wahlkreise
Zur Wahl traten in Niederösterreich nur drei Parteien an:
- Österreichische Volkspartei (ÖVP)
- Sozialistische Partei Österreichs (SPÖ)
- Kommunistische Partei Österreichs (KPÖ)

Die Provisorische Landesregierung hatte vor den Landtagswahlen eine Reform der Wahlkreiseinteilung beschlossen. Sie führte erneut vier Wahlkreise ein, wobei auf den Wahlkreis 8 (Viertel ober dem Wienerwald) 15 Mandate, auf den Wahlkreis 9 (Viertel unter dem Wienerwald) 11 Mandate, auf den Wahlkreis 10 (Viertel ober dem Manhartsberg) 11 Mandate und auf den Wahlkreis 11 (Viertel unter dem Manhartsberg) 12 Mandate entfielen.

## Ergebnis
| Partei | Stimmen | %       | Mand. |
| ÖVP    | 379.732 | 54,46 % | 32    |
| SPÖ    | 281.429 | 40,36 % | 22    |
| KPÖ    | 36.096  | 5,18 %  | 2     |
| Gesamt | 697.257 | 100 %   | 56    |